# Еймі Лоу Вуд
Еймі Лоу Вуд (англ. Aimee Lou Wood; нар. 3 лютого 1995, Стокпорт, Великий Манчестер, Велика Британія) — британська актриса кіно. Найбільш відома своєю роллю Еймі Ґібс у комедійно-драматичному телесеріалі «Сексуальна освіта» від Netflix, що є при цьому її дебютом в кінематографі.

## Фільмографія

### Кіно

#### Короткометражні фільми
| Рік  | Назва | Роль  | Дж.   |
| ---- | ----- | ----- | ----- |
| 2020 | Hen   | Джесс | [ 5 ] |

#### Повнометражні фільми
| Рік  | Назва                        | Роль           | Дж.   |
| ---- | ---------------------------- | -------------- | ----- |
| 2021 | Електричне життя Луїса Вейна | Клер Вейн      | [ 6 ] |
| 2022 | Жити                         | Марґарет Вуд   | [ 7 ] |
| 2024 | Схопіть їх!                  | Королева Даган | [ 8 ] |

### Телебачення
| Рік         | Назва             | Роль          | Примітки     | Дж.    |
| ----------- | ----------------- | ------------- | ------------ | ------ |
| 2019 — 2023 | Сексуальна освіта | Еймі Ґібс     | 3 сезони     | [ 9 ]  |
| 2024        | Еліс та Джек      | Майя          | Мінісеріал   | [ 10 ] |
| 2024 —      | Daddy Issues      | Джемма        | Головна роль | [ 11 ] |
| 2025        | Білий лотос       | Челсі         | 3-й сезон    | [ 12 ] |
| 2025        | Токсичне місто    | Трейсі Тейлор | Мінісеріал   | [ 13 ] |

### Театр
| Рік         | Назва               | Роль     | Примітки                                                                      | Дж.    |
| ----------- | ------------------- | -------- | ----------------------------------------------------------------------------- | ------ |
| 2016 — 2017 | Марія Стюарт        | Служанка | Театр Альмейда, Лондон                                                        | [ 14 ] |
| 2017        | Люди, місця та речі | Лора     | Тур Великою Британією                                                         | [ 15 ] |
| 2018 — 2019 | Downstate           | Еффі     | Steppenwolf Upstairs Theatre, Чикаго; Королевський національний театр, Лондон | [ 16 ] |
| 2020        | Дядя Ваня           | Соня     | Театр Гарольда Пінтера, Лондон                                                | [ 17 ] |

## Нагороди
| Рік  | Нагорода                   | Категорія                           | Робота              | Результат | Джерело |
| ---- | -------------------------- | ----------------------------------- | ------------------- | --------- | ------- |
| 2021 | Премія БАФТА у телебаченні | Найкращий жіночий комедійний виступ | «Сексуальна освіта» | Перемога  | [ 18 ]  |